# Anaheim Bullfrogs
Die Anaheim Bullfrogs waren ein US-amerikanisches Inlinehockeyfranchise aus Anaheim im Bundesstaat Kalifornien. Es existierte von 1993 bis 1999 und nahm an allen sechs Spielzeiten der professionellen Inlinehockeyliga Roller Hockey International teil. Die Heimspiele des Teams wurden in der Anaheim Arena, später Arrowhead Pond of Anaheim, ausgetragen. Die Anaheim Bullfrogs waren das einzige Team in der Geschichte der RHI, das mehrmals den Murphy Cup gewann.

## Geschichte
Die Anaheim Bullfrogs waren 1993 eines von zwölf Teams, die in der Saison 1993 am Spielbetrieb der neu gegründeten professionellen Roller Hockey International teilnahmen. In ihrer Premierensaison, mit Cheftrainer Chris McSorley, gewann das Team 13 von 14 Spielen der regulären Saison; in den Playoffs um den Murphy Cup folgten Siege gegen die Connecticut Coasters, Los Angeles Blades und Oakland Skates. In ihrer zweiten Saison erreichte das Team das Conference-Finale, unterlag aber den Portland Rage.
In der Saison 1995 folgte das erneute Ausscheiden im Conference-Finale, diesmal gegen die San Jose Rhinos. Auch 1996 gelang es nicht den zweiten Murphy Cup zu gewinnen, in den Finalspielen verlor das Team knapp gegen die Orlando Jackals. 1997 wurde der zweite Murphy Cup der Teamgeschichte gewonnen. In der letzten Saison, es nahmen noch lediglich acht Teams am Spielbetrieb teil, standen die Bullfrogs erfolglos im Murphy-Cup-Finale.
In der abgesagten RHI-Saison 1998 wechselte das Team in die Konkurrenzliga Major League Roller Hockey und gewann dort den Meistertitel.
Die Bullfrogs konnten bereits in ihrer ersten Saison einen hohen Zuschauerzuspruch verzeichnen. Im Durchschnitt besuchten im ersten Spieljahr 8366 Personen die Spiele; deutlich mehr als die zweitplatzierten St. Louis Vipers mit einem Zuschauerschnitt von 5152. Auch in den folgenden Jahren waren die Bullfrogs der Zuschauerkrösus der Liga. Nachdem die Saison 1998 aufgrund finanzieller Probleme der Liga und der Teams abgesagt worden war, nahm auch das Zuschauerinteresse drastisch ab; vergleichsweise wenige 3547 Personen im Schnitt wollten sich die Spiele anschauen.
Die Teamfarben waren zunächst Orange und Grün, ab der Saison 1994 Weiß, Schwarz und Gold.

## Erfolge
- Murphy Cup: 1993, 1997
- MLRH-Meister: 1998

## Saisonstatistik
Abkürzungen: Sp = Spiele, S = Siege, N = Niederlagen, U = Unentschieden, OTN = Niederlagen nach Overtime oder Shootout, Pkt = Punkte, T = Erzielte Tore, GT = Gegentore
| Saison | Sp                                          | S                                           | N                                           | U                                           | OTN                                         | Pkt                                         | T                                           | GT                                          | Platz                                       | Playoffs |
| 1993   | 14                                          | 13                                          | 0                                           | 1                                           | –                                           | 27                                          | 130                                         | 83                                          | 1., Buss                                    | Sieg im Playoff-Viertelfinale, 15:8 (Connecticut) Sieg im Playoff-Halbfinale, 13:4 (Los Angeles) Sieg im Murphy-Cup-Finale, 2:0 (Oakland)          |
| 1994   | 22                                          | 13                                          | 8                                           | 1                                           | –                                           | 27                                          | 185                                         | 155                                         | 3., Pacific                                 | Sieg im Conference-Viertelfinale, 2:0 (San Jose) Sieg im Conference-Halbfinale, 2:0 (Los Angeles) Niederlage im Conference-Finale, 0:2 (Portland)  |
| 1995   | 24                                          | 19                                          | 4                                           | 1                                           | –                                           | 39                                          | 219                                         | 157                                         | 1., Pacific                                 | Sieg im Conference-Viertelfinale, 2:1 (Los Angeles) Sieg im Conference-Halbfinale, 2:0 (San Diego) Niederlage im Conference-Finale, 1:2 (San Jose) |
| 1996   | 28                                          | 22                                          | 4                                           | –                                           | 2                                           | 46                                          | 215                                         | 159                                         | 1., Pacific                                 | Sieg im Conference-Halbfinale, 2:0 (Los Angeles) Sieg im Conference-Finale, 2:1 (Vancouver) Niederlage im Murphy-Cup-Finale, 1:2 (Orlando)         |
| 1997   | 24                                          | 15                                          | 9                                           | –                                           | 0                                           | 30                                          | 173                                         | 156                                         | 2., Western                                 | Sieg im Conference-Halbfinale, 2:1 (Los Angeles) Sieg im Conference-Finale, 2:1 (San Jose) Sieg im Murphy-Cup-Finale, 2:0 (New Jersey)             |
| 1998   | Teilnahme an der Major League Roller Hockey | Teilnahme an der Major League Roller Hockey | Teilnahme an der Major League Roller Hockey | Teilnahme an der Major League Roller Hockey | Teilnahme an der Major League Roller Hockey | Teilnahme an der Major League Roller Hockey | Teilnahme an der Major League Roller Hockey | Teilnahme an der Major League Roller Hockey | Teilnahme an der Major League Roller Hockey | Teilnahme an der Major League Roller Hockey |
| 1999   | 26                                          | 21                                          | 3                                           | –                                           | 2                                           | 44                                          | 197                                         | 127                                         | 1., Western                                 | Sieg im Conference-Finale, 6:4 (San Jose) Niederlage im Murphy-Cup-Finale, 6:8 (St. Louis)                                                         |

## Bekannte Spieler
- Darren Banks
- Ralph Barahona
- Jared Bednar
- Derek Booth
- Devin Edgerton
- Jakub Ficenec
- Victor Gervais
- David Goverde
- Darren Langdon
- Glen Metropolit
- Mark Ouimet
- Barry Potomski
- Daniel Shank
- Brad Tiley
- Pete Vandermeer
- Sean Whyte